# Unione Sportiva Civitanovese 1991-1992
Questa pagina raccoglie le informazioni riguardanti l'Unione Sportiva Civitanovese nelle competizioni ufficiali della stagione 1991-1992.

## Rosa
| N. |                   | Ruolo | Calciatore         |
| -- | ----------------- | ----- | ------------------ |
|    | Italia (bandiera) | D     | Alessandro Alberti |
|    | Italia (bandiera) | C     | Stefano Andretta   |
|    | Italia (bandiera) | C     | Mariano Aristei    |
|    | Italia (bandiera) | D     | Enrico Barone      |
|    | Italia (bandiera) | P     | Oscar Brusi        |
|    | Italia (bandiera) | A     | Gaetano Calvaresi  |
|    | Italia (bandiera) | D     | Mauro Cellini      |
|    | Italia (bandiera) | C     | Luca Cerqueti      |
|    | Italia (bandiera) | A     | Domenico Cicconi   |
|    | Italia (bandiera) | C     | Angelo Cioffi      |
|    | Italia (bandiera) | D     | Stefano Cognini    |
|    | Italia (bandiera) | C     | Emiliano Dal Col   |

| N. |                   | Ruolo | Calciatore          |
| -- | ----------------- | ----- | ------------------- |
|    | Italia (bandiera) | D     | Simone De Cesare    |
|    | Italia (bandiera) | P     | Valentino De Grandi |
|    | Italia (bandiera) | D     | Piero D'Orazio      |
|    | Italia (bandiera) | D     | Gabriele Lazzerini  |
|    | Italia (bandiera) | C     | Adelio Malinverno   |
|    | Italia (bandiera) | A     | Sandro Marino       |
|    | Italia (bandiera) | C     | Igor Marziano       |
|    | Italia (bandiera) | D     | Michele Moscetta    |
|    | Italia (bandiera) | C     | Fabio Scipioni      |
|    | Italia (bandiera) | C     | Massimo Scoponi     |
|    | Italia (bandiera) | C     | Enrico Turcheschi   |
|    | Italia (bandiera) | C     | Leandro Vessella    |